# Angulární gyrus

Oranžově: angulární gyrus

Angulární gyrus (gyrus angularis) je mozkový závit umístěný zhruba na pomezí mezi spánkovým, temenním a týlním lalokem. Tato struktura je výrazně vyvinuta v lidském mozku, do jisté míry však existuje v mozku všech savců a zejména pak primátů.
Spadá do parietálního laloku a obklopuje zadní část horního spánkového závitu (gyrus temporalis superior). Nachází se mezi sekundárním sluchovým centrem a oblastí 18 lidského mozku. Angulární gyrus - i díky tomuto umístění - pravděpodobně funguje jako integrační centrum sluchových, zrakových a somatosenzorických informací. Je důležitý pro vývoj řečových schopností. Poškození angulárního gyru vede k afáziím; postižené osoby mnohdy mohou mluvit a rozumět mluvené řeči, ale nejsou schopni číst (alexie) či psát (agrafie). Někdy nejsou schopni přiřadit správný výraz k objektům, jež vidí; zaplétají se do slovních opisů, ale správné označení neumí nalézt.